# Бенда, Владислав Теодор

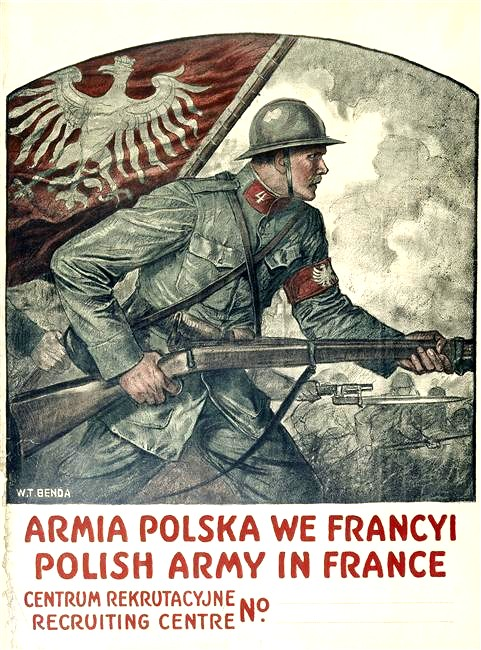
Агитационный плакат польского легиона во Франции. Художник В.Бенда

Владислав Теодор Бенда (пол. Władysław Teodor Benda; 15 января 1873, Познань, (тогда провинция Позен, Пруссия) — 30 ноября 1948, Ньюарк, штат Нью-Джерси, США) — польско-американский художник и иллюстратор.

## Биография
Сын музыканта. Племянник известной польской актрисы Хелены Моджеевской. Обучался живописи в Академиях изобразительных искусств Кракова (1892—1894) и Вены.
В 1899 г. по приглашению родственников отправился в США, откуда уже не вернулся на родину. В 1903 г. поступил на учебу в нью-йоркскую художественную школу Chase`s Art School. Стал членом Лиги студентов искусства.
В начале занимался проектированием декораций и костюмов для театральных постановок. В 1906 стал работать в Американской линографической компании. Затем ему была предложена работа в журнале «Scribner», которая со временем принесла ему популярность.
В 1911 г. стал гражданином Соединенных Штатов.
Работал иллюстратором в известных американских журналах, в частности, «Cosmopolitan», «Life», «Collier’s», «Vanity Fair», «Vogue», «McCall’s», помещавших работы В. Бленды на своих обложках, занимался оформлением книг, создавал театральные маски из папье-маше, писал портреты и т. д.
До начала и во время первой мировой войны создал ряд агитационных плакатов для США, Франции и Польши.
Благодаря своим портретам, особенно женским, стал в США признанным авторитетом в области красоты и эстетики, членом жюри на конкурсах Miss America и Miss Polonia.
В 1930—1940-х годах Владислав Бенда занимался научной деятельностью. Путешествовал по Штатам, выступал с лекциями на которых демонстрировал свою технику изготовления масок и произведений искусства.
За проявленный патриотизм правительство Польши наградило художника орденом Возрождения Польши.

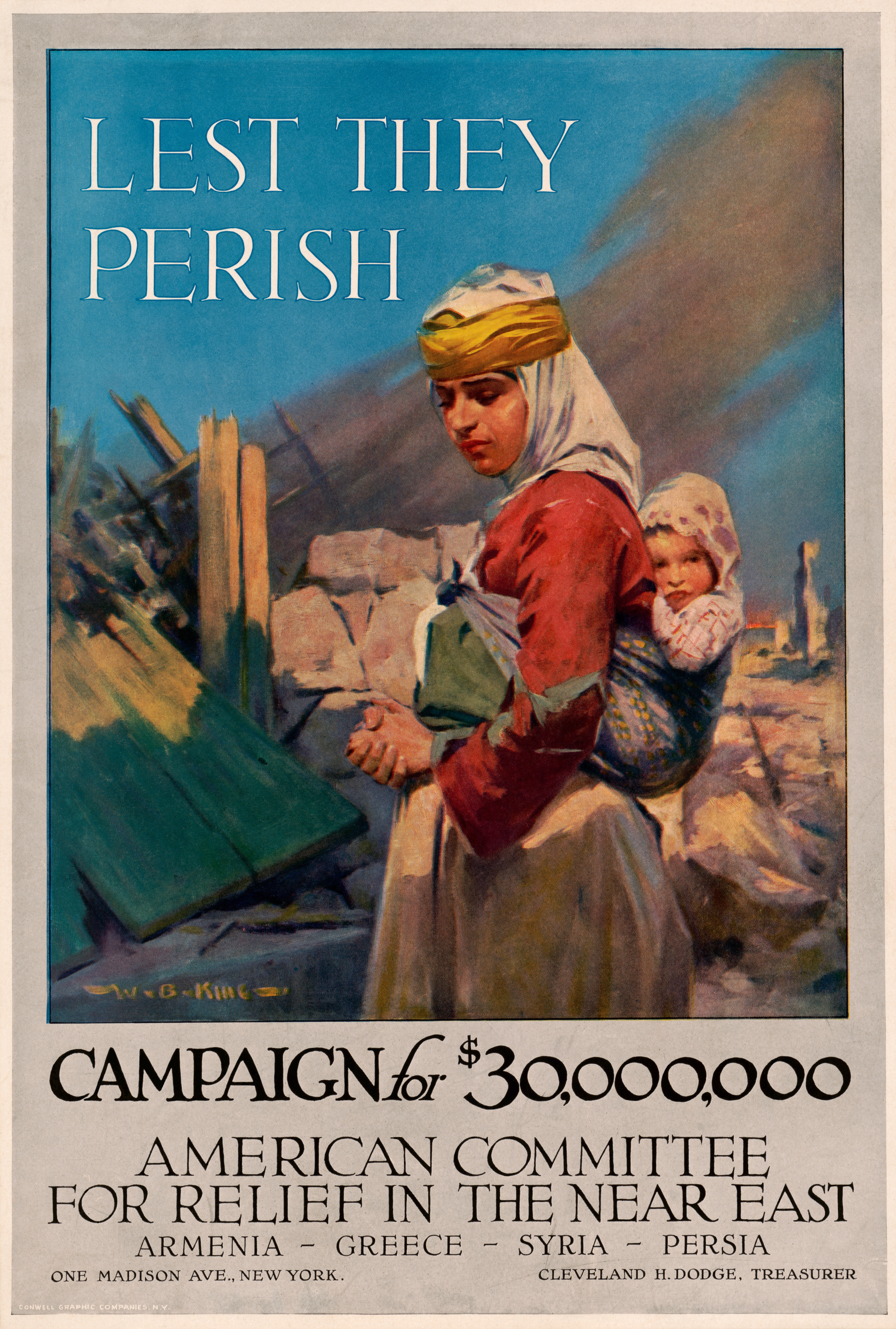
Агитационный плакат США эпохи геноцида армян.
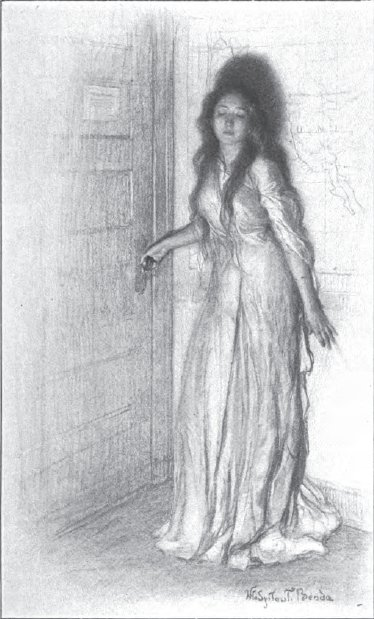
Книжная иллюстрация. 1907 г.